# Root (New York)
Pour les articles homonymes, voir Root.
Root est une ville du comté de Montgomery, dans l'État de New York, aux États-Unis,. En 2010, elle comptait une population de 1 715 habitants.

## Démographie
Lors du recensement de 2010, la ville comptait une population de 1 715 habitants. Elle est estimée, en 2016, à 1 676 habitants.